# Black Point, Bahamas

Localização do distrito de Black Point

Black Point é um dos distritos das Bahamas localizado ao sul,  segundo um censo de 2010 a população foi estimada em 414 habitantes.